# Homersfield
Homersfield eller St. Mary, South Elmham är en by i St. Mary, South Elmham otherwise Homersfield civil parish i distriktet East Suffolk i grevskapet Suffolk i England. Byn nämndes i Domedagsboken (Domesday Book) år 1086, och kallades då Humbresfelda.